# Trigonoptera immaculata
Trigonoptera immaculata là một loài bọ cánh cứng trong họ Cerambycidae.